# Annickia chlorantha
Annickia chlorantha är en kirimojaväxtart som först beskrevs av Daniel Oliver, och fick sitt nu gällande namn av A.K.van Setten och Paulus Johannes Maria Maas. Annickia chlorantha ingår i släktet Annickia och familjen kirimojaväxter. Inga underarter finns listade i Catalogue of Life.